# Youssef Maleh
Youssef Maleh (ur. 22 sierpnia 1998 w Castel San Pietro Terme) – włoski piłkarz marokańskiego pochodzenia występujący na pozycji pomocnika, reprezentant Maroka. Wychowanek Ceseny, w trakcie swojej kariery grał także w takich zespołach, jak Ravenna oraz Venezia.